# Portal Tomb von Ballycasheen

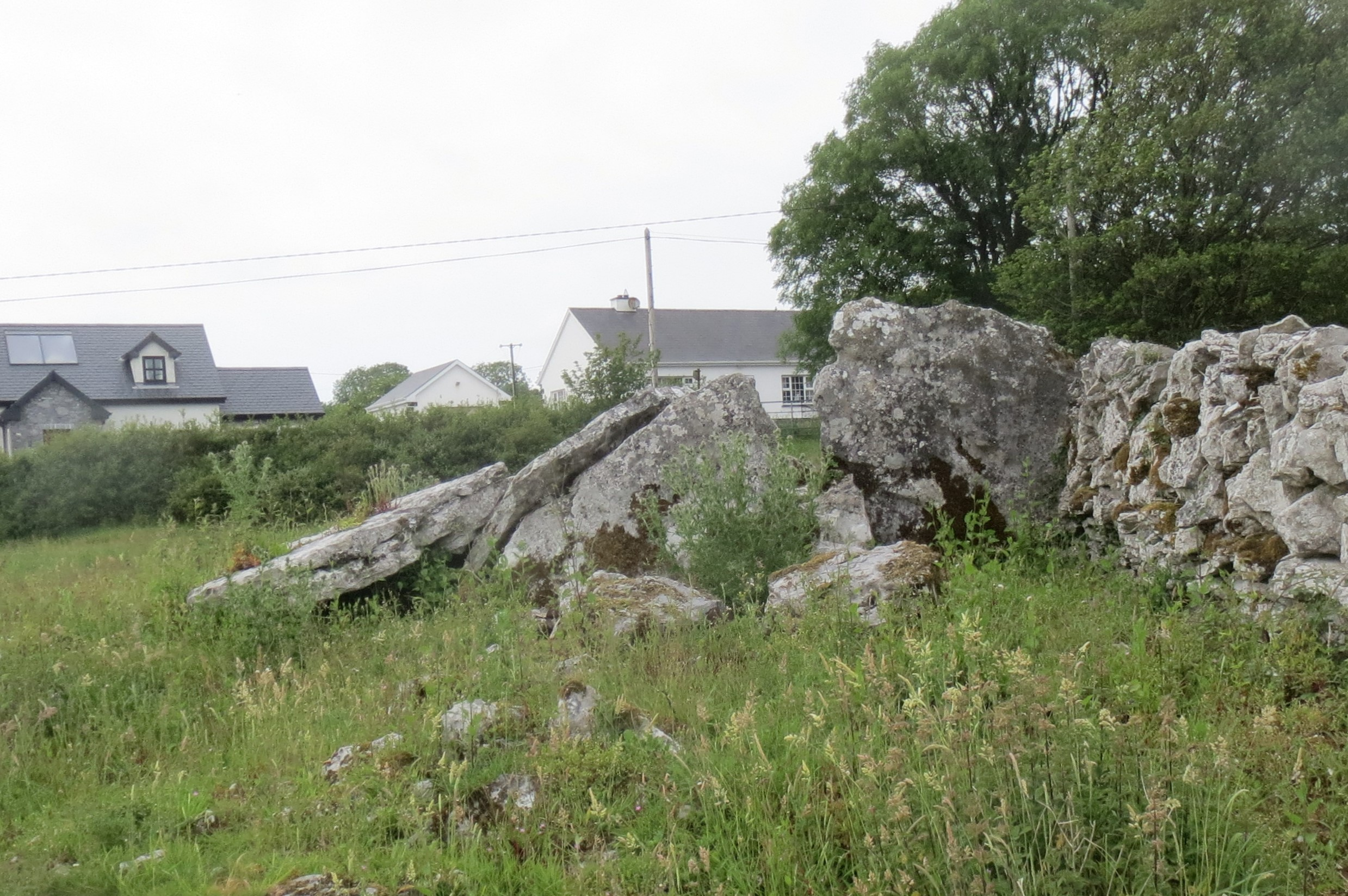
Ballycasheen Portal Tomb Blick vom Süden

Das Portal Tomb von Ballycasheen, auf älteren OS-Karten als „Dermot & Grania’s Bed“ markiert, befindet sich zwischen Brombeeren, Ginster und Schwarzdorn an einem sanften Südhang neben einer Feldgrenze, südlich der Straße R476, etwa 5,3 km westlich von Killinaboy im Townland Ballycasheen (irisch Baile Uí Chaisín) bei Corofin im County Clare in Irland. Als Portal Tombs werden in Irland und Großbritannien Megalithanlagen bezeichnet, bei denen zwei gleich hohe, aufrecht stehende Steine mit einem Türstein dazwischen die Vorderseite einer Kammer bilden, die mit einem zum Teil gewaltigen Deckstein bedeckt ist.
Das West-Ost orientierte Portal Tomb hat zwei Portalsteine und einen niedrigen Türstein in der 2,3 m langen, am Eingang 2,0 m und an der Rückseite 1,8 m breiten Kammer. Der verlagerte und gespaltene, 0,2 m dicke Deckstein liegt in der Kammer und maß komplett 2,5 m in der Länge und 2,4 m in der Breite. Es gibt je einen Seitenstein auf der Nord- und Südseite, ein Fassadenstein steht am Eingang auf der Nordseite.
In der Nähe liegen die Wedge Tombs von Cappaghkennedy, Rannah East und Parknabinnia.